# Philip Hubble
Philip Hubble (* 19. Juli 1960 in Beaconsfield, Buckinghamshire) ist ein ehemaliger britischer Schwimmer. Er gewann je eine Silbermedaille bei Olympischen Spielen und Europameisterschaften. Bei Commonwealth Games erhielt er eine Goldmedaille, vier Silbermedaillen und zwei Bronzemedaillen.

## Karriere
Der 1,85 Meter große Philip Hubble war Spezialist im Schmetterlingsschwimmen.
Bei den Commonwealth Games 1978 in Edmonton wurde Hubble Fünfter über 100 Meter Schmetterling. Über 200 Meter Schmetterling wurde Hubble Dritter hinter den Kanadiern George Nagy und Claus Bredschneider. Eine zweite Bronzemedaille erhielt Hubble mit der englischen 4-mal-200-Meter-Freistilstaffel zusammen mit David Dunne, Martin Smith und Simon Gray. Drei Wochen nach den Commonwealth Games fanden die Weltmeisterschaften in West-Berlin statt. Hubble erreichte das Finale über 200 Meter Schmetterling und belegte den achten Platz.
Bei den Olympischen Spielen 1980 in Moskau wurde Hubble Zweiter über 200 Meter Schmetterling hinter Serhij Fessenko aus der Sowjetunion und vor Roger Pyttel aus der DDR. Mit Peter Morris auf dem vierten Rang und dem Achten Steve Poulter waren zwei weitere Briten im Finale dabei. Über 100 Meter Schmetterling schied Hubble als 12. des Halbfinales aus. Gary Abraham erreichte als einziger Brite das Finale und wurde Sechster. Die britische 4-mal-200-Meter Freistilstaffel mit Douglas Campbell, Philip Hubble, Martin Smith und Andrew Astbury erreichte den sechsten Platz und hatte anderthalb Sekunden Rückstand auf die drittplatzierten Brasilianer. 1981 bei den Europameisterschaften in Split siegte über 200 Meter Schmetterling der Deutsche Michael Groß mit einer Sekunde Vorsprung vor Hubble, Bronze ging an Fessenko.
Bei den Weltmeisterschaften 1982 in Guayaquil verfehlte Hubble in allen Einzeldisziplinen den Finaleinzug. Nur die 4-mal-100-Meter Lagenstaffel mit Douglas Campbell, Adrian Moorhouse, Philip Hubble und Mark Taylor kam in den Endlauf und belegte den sechsten Platz. Bei den Commonwealth Games 1982 in Brisbane wurde Hubble über 100 Meter Schmetterling Zweiter hinter dem Kanadier Dan Thompson und vor dem Kanadier Tom Ponting. Über 200 Meter Schmetterling siegte Hubble vor den Australiern Paul Rowe und Jon Sieben. Drei weitere Silbermedaillen gewann Hubble in den Staffeln, wobei die Engländer jeweils Zweite hinter den Australiern wurden. Im Finale der 4-mal-100-Meter-Freistilstaffel schwammen David Lowe, Philip Hubble, Philip Osborn und Richard Burrell. Die 4-mal-200-Meter-Freistilstaffel bestand im Endlauf aus Osborn, John Davey, Hubble und Andrew Astbury, Im Vorlauf waren Lowe und Burrell eingesetzt worden. Die Lagenstaffel bildeten Stephen Harrison, Adrian Moorhouse, Philip Hubble und David Lowe.
Bei den Europameisterschaften 1983 in Rom wurde Hubble Fünfter über 200 Meter Schmetterling. Hubble nahm 1983 auch an der Universiade in Edmonton teil und erkämpfte auf seiner Spezialstrecke die Silbermedaille hinter Fessenko. 1984 bei den Olympischen Spielen in Los Angeles wurde Hubble als Letzter des B-Finales 16. über 200 Meter Schmetterling.